# Une jeunesse (film)
Pour les articles homonymes, voir Une jeunesse.
Pour plus de détails, voir Fiche technique et Distribution.
Une jeunesse est un film français réalisé en 1983 par Moshé Mizrahi, tiré du roman éponyme Une jeunesse de Patrick Modiano.

## Synopsis
Les difficultés d'un jeune couple de 20 ans en 1965 à Paris.

## Fiche technique
- Titre : Une jeunesse
- Réalisation : Moshé Mizrahi
- Scénario : Moshé Mizrahi d'après le roman Patrick Modiano
- Musique : Philippe Sarde
- Photographie : Yves Lafaye
- Montage : Hélène Viard
- Pays :  France
- Durée : 100 minutes
- Date de sortie : 
  - France - 15 juin 1983

## Distribution
- Ariane Lartéguy : Odile
- Patrick Norbert : Louis
- Jacques Dutronc : Brossier
- Charles Aznavour : Bellune
- Michael Lonsdale : Béjardy
- Jean-Claude Dauphin : Vietti
- Marie-Christine Descouard : Nicole
- Henri Tisot : l’obsédé